# Charlie Petersson
Karl Charlie Anders Petersson, född 14 augusti 1992 i Södertälje, är en svensk skådespelare, artist och dokumentärfilmare.
År 2015 spelade Petersson rollen som Wille i storfilmen Cirkeln såväl som ett gästinhopp i tv-serien 112 Aina.
2016 spelade Petersson flera roller i web-serien Härskarna ibland oss producerad för UR.
Petersson spelade sedan rollen som den LSD-trippande dealern Stoffe i förortsskildringen och långfilmen Para knas år 2017, samt kortfilmen Samtal i Bil på SVT Play.
2018 medverkade Charlie Petersson i sjätte säsongen av Morden i Sandhamn där han spelade seglarledaren Isak.
Under våren 2020 spelade han Vincent i den tredje säsongen av Tjockare än Vatten på Viaplay och gjorde ett gästinhopp i den danska Netflix-serien Rita.
Petersson gjorde även sin debut som producent och story med dokumentären Min Lilla Storebror i mars 2020. Dokumentären distribuerades på TV4 och C More mellan 2020 och 2022 samt på ett flertal internationella tv-kanaler och video-on-demand.
2022 blev Charlie Peterssons regidebut med Street Tunes på SVT och SVT Play. I dokumentären får tittaren följa Charlie när han reser igenom Europas storstäder och försörjer sig enbart som gatumusikant. Dokumentären blev Charlies första genombrott som musiker och artist. Petersson blev med dokumentären snabbt en eftersökt coverlåt baserad live artist - med över 200 spelningar över hela Sverige mellan 2022 och 2024.
Efter en 18 månader lång filmfestival runda hade i Juni 2024 den internationella långfilmen What Remains premiär på amerikanska biografer följt av olika streamingtjänster världen över där Petersson spelade rollen som Kelvin Holst mot Oscarsnominerade brittiska skådespelaren Andrea Riseborough samt Stellan Skarsgård och Gustaf Skarsgård. Filmen gav Petersson hans första push in till internationella marknaden där han snabbt landade rollen som Sebastian Greenwood i filmatiseringen av och kommande tv-serien om One Coin-skandalen och FBI Top 10 Most Wanted List-bedragaren Ruja Ignatova vid arbetsnamn ’Take The Money And Run’ som beräknas ha premiär under hösten år 2025.
25 Oktober, 2025 släppte Charlie Petersson singeln "IMPERFECTION" under Iconic Music under Warner Music och låten fick direkt en Spotify New Music Friday placering. Peterssons debutalbum förväntas släppas under våren år 2025.

## Film och tv-serier
- 2015 – Cirkeln
- 2015 – 112 Aina (TV-serie)
- 2016 – UR (TV-serie)
- 2017 – Samtal i bil (kortfilm)
- 2017 – Para knas
- 2018 – Morden i Sandhamn (TV-serie)
- 2020 – Tjockare än vatten (TV-serie)